# Te estoy amando locamente
Te estoy amando locamente es una película dramática LGBT española de 2023, dirigida por Alejandro Marín.

## Sinopsis
Sevilla, 1977. En un momento en el que la homosexualidad es delito, Reme, una madre tradicional movida por el amor de su hijo, un adolescente aspirante a artista, se involucrará en el movimiento LGTBI andaluz, gestado paradójicamente en el seno de la Iglesia.

## Reparto
El reparto principal está compuesto por:
- Omar Banana como Miguel Acosta Fernández
- Ana Wagener como Remedios Fernández
- Alba Flores como Lole
- La Dani como Dani
- Pepa Gracia como Raquel
- Alex de la Croix como Mili
- Jesús Carroza como Padre Manolo
- Carmen Orellana como Maca
- Lola Buzón como Paca
- Mari Paz Sayago como Rocío
- Manuel Morón como don Ignacio

## Producción
La película fue rodada en Barcelona y Sevilla. Contó con la colaboración del ayuntamiento de Sevilla. El rodaje finalizó en noviembre de 2022.
Rigoberta Bandini participó en su banda sonora original componiendo la canción Yo solo quiero amor.
La película, que narra el inicio del Movimiento Homosexual de Acción Revolucionaria (MHAR), contó con la colaboración de Mar Cambrollé, una de las fundadoras de la organización, quien es homenajeada a través del personaje interpretado por Lola Buzón.

## Estreno
La película se preestrenó en Zaragoza el 22 de junio de 2023 y el 23 de junio inauguró el MADO Madrid Orgullo 2023.  Fue estrenada en cines el 6 de julio de 2023 por parte de Filmax.
Fue estrenada en televisión el 5 de julio de 2025, en RTVE.

## Recepción

### Premios
| Premio                                    | Día de la ceremonia     | Categoría                                 | Receptor(es)                              | Resultado | Ref.   |
| ----------------------------------------- | ----------------------- | ----------------------------------------- | ----------------------------------------- | --------- | ------ |
| ASECAN                                    | 15 de diciembre de 2023 | Mejor Película Andaluza                   | Te estoy amando locamente                 | Ganadora  | [ 24 ] |
| ASECAN                                    | 15 de diciembre de 2023 | Dirección Novel                           | Alejandro Marín                           | Ganador   | [ 24 ] |
| ASECAN                                    | 15 de diciembre de 2023 | Guion                                     | Alejandro Marín y Carmen Garrido          | Nominado  | [ 24 ] |
| ASECAN                                    | 15 de diciembre de 2023 | Interpretación Masculina                  | Omar Banana                               | Nominado  | [ 24 ] |
| Festival Internacional de Cine de Almería | 26 de noviembre de 2023 | Mejor actor                               | Omar Banana                               | Ganador   | [ 25 ] |
| Festival Internacional de Cine de Almería | 26 de noviembre de 2023 | Mejor actriz                              | Ana Wagener                               | Ganadora  | [ 25 ] |
| Premios Forqué                            | 16 de diciembre de 2023 | Cine y Educación en Valores               | Te estoy amando locamente                 | Nominada  | [ 26 ] |
| Premios Feroz                             | 26 de enero de 2024     | Mejor comedia                             | Te estoy amando locamente                 | Nominada  | [ 27 ] |
| Premios Feroz                             | 26 de enero de 2024     | Mejor actor de reparto                    | La Dani                                   | Ganador   | [ 27 ] |
| Premios Feroz                             | 26 de enero de 2024     | Mejor música original                     | Nico Casal                                | Nominado  | [ 27 ] |
| Premios Feroz                             | 26 de enero de 2024     | Mejor tráiler                             | Mikel Garmilla                            | Nominado  | [ 27 ] |
| Premios Carmen                            | 3 de febrero de 2024    | Mejor Largometraje de Ficción             | Te estoy amando locamente                 | Nominado  | [ 28 ] |
| Premios Carmen                            | 3 de febrero de 2024    | Mejor Dirección Novel                     | Alejandro Marín                           | Ganador   | [ 28 ] |
| Premios Carmen                            | 3 de febrero de 2024    | Mejor Guion Original                      | Alejandro Marín y Carmen Garrido          | Ganador   | [ 28 ] |
| Premios Carmen                            | 3 de febrero de 2024    | Mejor Interpretación Masculina de Reparto | Jesús Carroza                             | Ganador   | [ 28 ] |
| Premios Carmen                            | 3 de febrero de 2024    | Mejor Interpretación Masculina Revelación | La Dani                                   | Nominado  | [ 28 ] |
| Premios Carmen                            | 3 de febrero de 2024    | Mejor Interpretación Masculina Revelación | Omar Banana                               | Nominado  | [ 28 ] |
| Premios Carmen                            | 3 de febrero de 2024    | Mejor Interpretación Femenina Revelación  | Alex de la Croix                          | Nominada  | [ 28 ] |
| Premios Carmen                            | 3 de febrero de 2024    | Mejor Interpretación Femenina Revelación  | Carmen Orellana                           | Nominada  | [ 28 ] |
| Premios Carmen                            | 3 de febrero de 2024    | Mejor Dirección de Producción             | Carmen Garrido                            | Ganadora  | [ 28 ] |
| Premios Carmen                            | 3 de febrero de 2024    | Mejor Sonido                              | Antuan Mejías y Fonsi Gil                 | Nominado  | [ 28 ] |
| Premios Carmen                            | 3 de febrero de 2024    | Mejor Maquillaje y Peluquería             | Carmela Martín                            | Ganadora  | [ 28 ] |
| Premios Goya                              | 10 de febrero de 2024   | Mejor actor revelación                    | Omar Banana                               | Nominado  | [ 29 ] |
| Premios Goya                              | 10 de febrero de 2024   | Mejor actor revelación                    | La Dani                                   | Nominado  | [ 29 ] |
| Premios Goya                              | 10 de febrero de 2024   | Mejor director novel                      | Alejandro Marín                           | Nominado  | [ 29 ] |
| Premios Goya                              | 10 de febrero de 2024   | Mejor guion original                      | Alejandro Marín y Carmen Garrido          | Nominado  | [ 29 ] |
| Premios Goya                              | 10 de febrero de 2024   | Mejor canción original                    | «Yo solo quiero amor» - Rigoberta Bandini | Ganadora  | [ 29 ] |